# Agemon
Agemon (altgriechisch Ἀγεμών Agemṓn, deutsch ‚Heerführer‘, auch Agamon) ist in der griechischen Mythologie ein König von Korinth. 
Er ist der Sohn des Eudaimos und Leibwächter von Telestes, dem Sohn seines Bruders Aristomedes. Als sein Bruder, der amtierende König von Korinth, stirbt, ist dessen Sohn noch ein Kind, weshalb Agemon sich der Herrschaft bemächtigt. Nach ihm bestieg Agemons Sohn Alexander den Thron von Korinth. Nach Eusebius von Caesarea regierte er für 16 Jahre. 